# Lestes secula
Lestes secula – gatunek ważki z rodziny pałątkowatych (Lestidae). Występuje na terenie Ameryki Środkowej.